# تفاعل بليتزاري
تفاعل بليتزاريّ (بالإنجليزية: Pellizzari reaction )‏ عبارة عن تفاعل كيميائي للأميد و هيدرازيد لتكوين 4،2،1-تريازول.